# Czaplinek
Czaplinek é um município da Polônia, na voivodia da Pomerânia Ocidental e no condado de Drawsko. Estende-se por uma área de 13,62 km², com 7 155 habitantes, segundo os censos de 2016, com uma densidade de 525,3 hab/km².